# Стивен Цубер
Стивен Цубер (Винтертур, 17. август 1991) је швајцарски професионални фудбалер, који игра на позицији везног играча за Ајнтрахт Франкфурт у Бундеслиги и за фудбалску репрезентацију Швајцарске.

## Биографија
Цубер је рођен 17. августа 1991. године у Винтертуру у Циришком кантону. Његови родитељи су Валтер и Сузана Зубер, а има петоро браће и сестара: Мелани, Кевина, Северин, Давида и Марвина. Оженио се 27. маја 2015. године Српкињом Мирјаном Васовић.

## Каријера
Професионалну каријеру започео је у ФК Грасхопер, 12. јула 2008. године, у другом колу Интертото купа, на мечу против ФК Беса Каваја, где је ушао у игру у 83 минуту. Убрзо након тога, 3. августа 2008. године, направио је свој први лигашки наступ за ФК Грасхопер у утакмици против ФК Вадуц у Суперлиги Швајцарске.
Цубер је 5. јула 2013. године потписао петогодишњи уговор са ФК ЦСКА Москва. Прву утакмицу за руски тим одиграо је 13. јула 2013. године против Зенита из Санкт Петербурга, а његов тим победио је резултатом 3–0. Свој први лигашки наступ за ФК ЦСКА Москва имао је 17. јула 2013. године на утакмици против ФК Урал.
Прешао је 14. августа 2014. године у ФК Хофенхајм, са којим је потписао четворогодишњи уговор, а касније уговор са овим клубом продужио до 2020. године.

## Репрезентативна каријера
Члан фудбалске репрезентације Швајцарске до 17 године постао је 2007/2008. године и позван је да игра на УЕФА европском шампионату за старије од 17 година у мају 2008. године. За репрезентацију Швајцарске заиграо је на Летњим олимпијским играма 2012. године у Лондону. Позван је у фудбалски камп репрезентације Швајцарске 17. маја 2017. године, а након тога заиграо је и на Светском првенству у фудбалу 2018.

### Голови за репрезентацију
Голови Цубера у дресу са државним грбом
| #  | Датум           | Место                                | Противник | Гол | Резултат | Такмичење                                          |
| -- | --------------- | ------------------------------------ | --------- | --- | -------- | -------------------------------------------------- |
| 1. | 7. октобар 2017 | Сент Јакоб Парк, Базел, Швајцарска   | Мађарска  | 3–0 | 5–2      | Квалификације за Светско првенство у фудбалу 2018. |
| 2. | 7. октобар 2017 | Сент Јакоб Парк, Базел, Швајцарска   | Мађарска  | 4–0 | 5–2      | Квалификације за Светско првенство у фудбалу 2018. |
| 3. | 27. март 2018   | Свиспроарена, Луцерн, Швајцарска     | Панама    | 4–0 | 6–0      | Пријатељска                                        |
| 4. | 17. јун 2018    | Ростов арена, Ростов на Дону, Русија | Бразил    | 1–1 | 1–1      | Светско првенство у фудбалу 2018.                  |

## Трофеји

### ФК Грасхопер
- Куп Швајцарске (1) 2012/2013

### ФК ЦСКА Москва
- Премијер лига Русије (1) 2013/2014
- Суперкуп Русије (1) 2013